# Вимпассинг-ан-дер-Лайта
Вимпассинг-ан-дер-Лайта (нем. Wimpassing an der Leitha) — община (нем. Gemeinde) в Австрии, в федеральной земле Бургенланд.
Входит в состав округа Айзенштадт-Умгебунг. Население составляет 1130 человек (на 31 декабря 2005 года). Занимает площадь 7,9 км². Официальный код — 10318.

## Политическая ситуация
Бургомистр общины — Йозеф Воловик (АНП) по результатам выборов 2007 года.
Совет представителей общины (нем. Gemeinderat) состоит из 15 мест.
- АНП занимает 9 мест.
- СДПА занимает 4 места.
- АПС занимает 2 места.